# Marios Oikonomou
Marios Oikonomou (Grieks: Μάριος Οικονόμου; Ioannina, 6 oktober 1992) is een Grieks voormalig voetballer die doorgaans speelde als centrale verdediger. Tussen 2012 en 2024 was hij actief voor PAS Giannina, Cagliari, Bologna, SPAL, Bari, AEK Athene, FC Kopenhagen, Sampdoria en Panetolikos. Oikonomou maakte in 2016 zijn debuut in het Grieks voetbalelftal en kwam uiteindelijk tot zes interlandoptredens.

## Clubcarrière
Oikonomou speelde in de jeugdopleiding van PAS Giannina, waar hij uiteindelijk ook zijn professionele debuut zou maken. Zijn eerste competitiewedstrijd speelde hij op 1 oktober 2012, toen in eigen huis met 1–0 gewonnen werd van Levadiakos door een doelpunt van Nikos Korovesis. Oikonomou mocht in de basis starten en in de tweede helft werd hij vervangen door Christos Patsatzoglou. In het seizoen 2012/13 kwam de centrumverdediger tot zeventien optredens in de Super League.
Na dit seizoen werd hij overgenomen door Cagliari, dat circa een half miljoen euro betaalde voor de overgang. Zijn debuut voor Cagliari zou nog even uitblijven, want pas op 6 april 2014 maakte de Griek zijn debuut in Italië. Op die dag was AS Roma met 1–3 te sterk. Mattia Destro maakte de drie Romeinse treffers en de tegengoal was een benutte strafschop van Mauricio Pinilla in de laatste minuut van de officiële speeltijd. Oikonomou speelde het gehele duel als de helft van het centrale duo, waar Davide Astori de andere helft was. Het bleef bij dit ene optreden en na afloop van het seizoen verkaste hij binnen Italië naar Bologna. Bij zijn nieuwe club kreeg hij meer speeltijd en in zijn eerste seizoen bereikte hij met Bologna promotie naar de Serie A door een derde plaats op het tweede niveau.
In de zomer van 2017 werd hij voor de duur van één seizoen op huurbasis gestald bij SPAL, dat net was gepromoveerd naar de Serie A. In de winterstop werd hij teruggehaald door Bologna en voor de rest van het seizoen verhuurd aan Bari. Na een halfjaar bij Bari nam AEK Athene de Griekse verdediger voor één seizoen over, met tevens een optie tot koop in het huurcontract. Deze optie werd na een half seizoen gelicht en Oikonomou tekende tot medio 2022 in de Griekse hoofdstad. In september 2020 verkaste de Griek voor een bedrag van circa een miljoen euro naar FC Kopenhagen, waar hij zijn handtekening zette onder een verbintenis voor de duur van drie seizoenen.
In oktober 2022 werd zijn contract in onderling overleg ontbonden. Na vier maanden keerde hij terug naar Italië, waar Sampdoria hem tot de rest van het seizoen onder contract nam. Na afloop van deze verbintenis ging Oikonomou terug naar Griekenland, waar Panetolikos hem contracteerde. Oikonomou besloot in de zomer van 2024 op eenendertigjarige leeftijd een punt te zetten achter zijn actieve loopbaan.

## Clubstatistieken
| Seizoen | Club          | Competitie   | Competitie | Competitie | Beker | Beker | Internationaal | Internationaal | Totaal | Totaal |
| Seizoen | Club          | Competitie   | Wed.       | Dlp.       | Wed.  | Dlp.  | Wed.           | Dlp.           | Wed.   | Dlp.   |
| ------- | ------------- | ------------ | ---------- | ---------- | ----- | ----- | -------------- | -------------- | ------ | ------ |
| 2011/12 | PAS Giannina  | Super League | 0          | 0          | 2     | 0     | —              | —              | 2      | 0      |
| 2012/13 | PAS Giannina  | Super League | 17         | 0          | 4     | 0     | —              | —              | 21     | 0      |
| 2013/14 | Cagliari      | Serie A      | 1          | 0          | 0     | 0     | —              | —              | 1      | 0      |
| 2014/15 | Bologna       | Serie B      | 33         | 4          | 1     | 0     | —              | —              | 34     | 4      |
| 2015/16 | Bologna       | Serie A      | 20         | 0          | 1     | 0     | —              | —              | 21     | 0      |
| 2016/17 | Bologna       | Serie A      | 18         | 0          | 2     | 0     | —              | —              | 20     | 0      |
| 2017/18 | → SPAL        | Serie A      | 4          | 0          | 2     | 0     | —              | —              | 6      | 0      |
| 2017/18 | → Bari        | Serie B      | 3          | 0          | 0     | 0     | —              | —              | 3      | 0      |
| 2018/19 | → AEK Athene  | Super League | 10         | 0          | 2     | 0     | 8              | 0              | 20     | 0      |
| 2018/19 | AEK Athene    | Super League | 11         | 2          | 5     | 1     | 0              | 0              | 16     | 3      |
| 2019/20 | AEK Athene    | Super League | 25         | 1          | 2     | 0     | 1              | 0              | 28     | 1      |
| 2020/21 | FC Kopenhagen | Superligaen  | 8          | 0          | 1     | 0     | 1              | 0              | 10     | 0      |
| 2021/22 | FC Kopenhagen | Superligaen  | 5          | 0          | 0     | 0     | 4              | 0              | 9      | 0      |
| 2022/23 | FC Kopenhagen | Superligaen  | 0          | 0          | 0     | 0     | 0              | 0              | 0      | 0      |
| 2022/23 | Sampdoria     | Serie A      | 6          | 0          | 0     | 0     | —              | —              | 6      | 0      |
| 2023/24 | Panetolikos   | Super League | 20         | 1          | 1     | 0     | —              | —              | 21     | 1      |
| Totaal  | Totaal        | Totaal       | 181        | 8          | 23    | 1     | 14             | 0              | 218    | 9      |

## Interlandcarrière
Oikonomou maakte zijn debuut in het Grieks voetbalelftal op 24 maart 2016, toen met 2–1 gewonnen werd van Montenegro. De doelpunten werden gemaakt door Giorgos Tzavelas, Žarko Tomašević en Nikos Karelis. De verdediger mocht van bondscoach Michael Skibbe in de zesenzestigste minuut als invaller voor Kostas Manolas het veld betreden. Hierna speelde Oikonomou in 2016 nog vier interlands, waarvan er drie verloren gingen.
| Interlands van Marios Oikonomou voor Griekenland | Interlands van Marios Oikonomou voor Griekenland | Interlands van Marios Oikonomou voor Griekenland | Interlands van Marios Oikonomou voor Griekenland | Interlands van Marios Oikonomou voor Griekenland | Interlands van Marios Oikonomou voor Griekenland | Interlands van Marios Oikonomou voor Griekenland |
| №                                                | Datum                                            | Wedstrijd                                        | Uitslag                                          | Competitie                                       | Goals                                            |                                                  |
| Als speler bij Bologna                           | Als speler bij Bologna                           | Als speler bij Bologna                           | Als speler bij Bologna                           | Als speler bij Bologna                           | Als speler bij Bologna                           | Als speler bij Bologna                           |
| ------------------------------------------------ | ------------------------------------------------ | ------------------------------------------------ | ------------------------------------------------ | ------------------------------------------------ | ------------------------------------------------ | ------------------------------------------------ |
| 1                                                | 24 maart 2016                                    | Griekenland – Montenegro                         | 2 – 1                                            | Vriendschappelijk                                |                                                  |                                                  |
| 2                                                | 29 maart 2016                                    | Griekenland – IJsland                            | 2 – 3                                            | Vriendschappelijk                                |                                                  |                                                  |
| 3                                                | 4 juni 2016                                      | Australië – Griekenland                          | 1 – 0                                            | Vriendschappelijk                                |                                                  |                                                  |
| 4                                                | 10 oktober 2016                                  | Estland – Griekenland                            | 0 – 2                                            | WK 2018 kwalificatie                             |                                                  |                                                  |
| 5                                                | 9 november 2016                                  | Griekenland – Wit-Rusland                        | 0 – 1                                            | Vriendschappelijk                                |                                                  |                                                  |
| Als speler bij AEK Athene                        |                                                  |                                                  |                                                  |                                                  |                                                  |                                                  |
| 6                                                | 11 september 2018                                | Hongarije – Griekenland                          | 2 – 1                                            | Nations League 2018/19                           |                                                  |                                                  |

## Erelijst
| Superligaen | 1 | 2021/22 |